# Mittelsächsisches Hügelland
Das Mittelsächsische Hügelland, auch Sächsisches Burgen- und Heideland genannt, ist eine unscharf begrenzte Landschaft im Zentrum Sachsens.

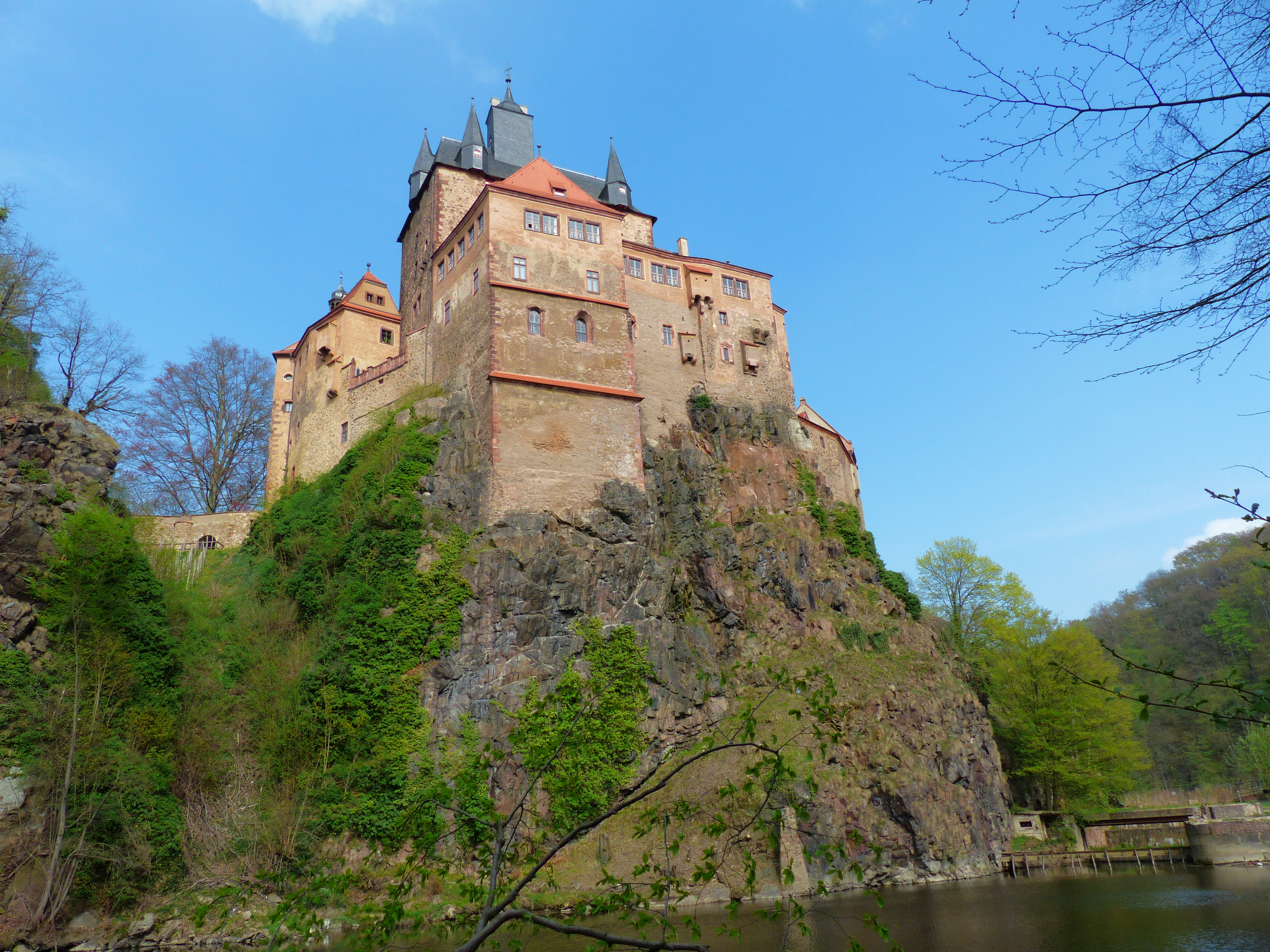
Burg Kriebstein im Mittelsächsischen Hügelland

## Geografische Lage
Im Norden reicht es etwa zum Zusammenfluss der Freiberger und Zwickauer zur Vereinigten Mulde und entlang der Freiberger Mulde bis Nossen und weiter in das Tal der Triebisch bis kurz vor Meißen. Die kurze Grenze im Osten verläuft von Meißen aus entlang der Triebisch in südlicher Richtung zum Tharandter Wald und durch diesen hindurch. Im Süden wird das Hügelland von einer angenommenen Linie Tharandter Wald – nördlich der Städte Freiberg – Chemnitz – Glauchau – Werdau begrenzt. Im Westen schließlich wird die Grenze  von der thüringischen Landesgrenze, der Pleiße und einer gedachten Linie Frohburg – Muldezusammenfluss gebildet. Nach anderen Auffassungen können die Lommatzscher Pflege und das so genannte Oschatzer Hügelland, das jedoch meist nur in der Fachliteratur erwähnt wird, hinzugerechnet werden.
Wichtigste Flüsse des Mittelsächsischen Hügellands sind die Mulde mit ihren beiden Quellflüssen Freiberger Mulde und Zwickauer Mulde. Die größten Städte sind Döbeln und Grimma.

## Geologie und landwirtschaftliche Nutzung
Das Gebiet mit seinen eiszeitlichen Lößablagerungen (daher der auch verwendete Name mittelsächsisches Lößhügelland) ist von überwiegend landwirtschaftlicher Nutzung (Obstbau, Gemüsebau), bedingt durch die sehr hohen Bodenwertzahlen gekennzeichnet. Flache Hügel und annähernd flache Teile des Mittelsächsischen Hügellandes sind weitestgehend frei von Wald. Dieser ist lediglich an den Talhängen der die Landschaft durchschneidenden Flüsse anzutreffen.